# おじさん改造講座
『おじさん改造講座』（おじさんかいぞうこうざ）は、清水ちなみ、古屋よしによるレポートを元にしたコラム集。および、それを原案とするテレビドラマ、ならびにアニメーション映画。

## 書籍
清水ちなみを代表とする「OL委員会」の女性たちから寄せられたアンケートを元に「おじさん」の実態を発表したレポートを元にしたコラム。
1987年8月に『週刊文春』で「おじさん改造講座」の連載が始まる。イラストは週刊文春では盛本康成、書籍では水玉螢之丞。連載をサポートしていたのは初期は古屋よし、後期は大場かなこ（ペンネーム）。
連載開始時点で200人だった「OL委員会」は、連載終了となった1997年末には7500人に増えていた。単行本・文庫本の各一巻の巻末には、単行本一巻発行当時のOL委員会会員の所属企業名（自己申告）の一覧がある。
単行本
文春ネスコより発売
- 『OL500人委員会おじさん改造講座』 1989年1月発売 ISBN 978-4890367566
- 『おじさん改造講座〈パート2〉』 1990年1月発売 ISBN 978-4890367870
- 『常務の野望 おじさん改造講座 OL1600人委員会』 1991年8月発売 ISBN 978-4890368242

文庫本
文藝春秋社文春文庫より発売
- 『おじさん改造講座』
表紙画は、柳沢良則（山下和美画）、バカボンのパパ（赤塚不二夫画）
  1. OL500人委員会 1993年5月発売 ISBN 978-4167521035
  2. OL800人委員会 1993年11月発売 ISBN 978-4167521042
  3. 常務の野望 OL1600人委員会 1994年6月発売 ISBN 978-4167521059
  4. 独身おじさんの怪 OL1600人委員会 1995年1月発売 ISBN 978-4167521066
  5. 私の会社に明日はない! 1995年10月発売 ISBN 978-4167521073
  6. 会社恐るべし OL委員会ナセバナル 1996年9月発売 ISBN 978-4167521080
  7. くどき文句おじさんだってがんばるぞ OL委員会 1998年4月発売 ISBN 978-4167521097
  8. 女のひとり暮らしはこんなにこわい OL委員会 1998年6月発売 ISBN 978-4167521110
  9. 勇気を持って飛び出そう! OL委員会 1998年8月発売 ISBN 978-4167521127

## テレビドラマ

### 1988年版
TBSにて「ドラマ23」内において1988年6月13日 - 6月23日まで全8回で放映された。

#### 出演
- 高部竜子 - 賀来千香子
- 片桐薫 - 地井武男
- 綾部 - 長塚京三
- 高部菊江 - 富士真奈美
- 島中房江 - 甲斐智枝美
- 比留間 - 伊藤克信
- 及川ヒロオ
- 三枝ゆかり - 菊地優子

### 1998年版
NHKにて「水曜シリーズドラマ」として1998年4月1日 - 4月29日まで全5回で放映された。

#### 出演
- 藤倉千秋 - 大竹しのぶ
- 辻川常務 - 野際陽子
- 天童課長代理 - 中村梅雀
- 瀬戸口さやか - 松本麻希
- 東条康子 - 戸川京子
- 曽根ゆかり - 土家里織
- 村松恭子

#### スタッフ
- 脚本 - ジェームス三木[2]
- 写真 - 荒木経惟[2]
- 演出 - 吉村芳之（1-4回）[2]、海辺潔（5回）[2]

#### 主題歌
- 「anybody's game」（小松未歩）

## 映画
『おじさん改造講座』（おじさんかいぞうこうざ）は、1990年2月24日公開の日本のアニメーション映画。日本ヘラルド映画製作、配給。監督は芝山努が務めた。
11パートのオムニバス形式でまとめた劇場用アニメーション作品。

### スタッフ
- 原作 - 清水ちなみ、古屋よし
- 監督・キャラクターデザイン - 芝山努
- 製作 - 藤岡豊
- プロデューサー - 中島清成、大淵順雄、竹内孝次
- 脚本 - 竹内啓雄、清水ちなみ、大場かなこ[3]
- 作画監督 - 石井邦幸
- 絵コンテ - 芝山努、竹内啓雄、本郷満、中村考一郎、森健、佐藤竜雄
- 撮影 - 長谷川肇
- 美術 - 山本二三
- 編集 - 瀬山武司
- 音響 - 明田川進
- 音楽 - KAZZ TOYAMA
- 主題曲 - SHINE'S(伊藤洋介・杉村太郎)「アルプスのサラリーマン」「OL白書」
- 録音 - 安藤邦男
- 助監督 - 小山田桂子
- 提供 - OL800人委員会
- 製作 - 日刊スポーツ新聞社、東京ムービー新社、日本ヘラルド映画

### 声の出演
- ゴンザレス赤尾 - 屋良有作
- 薄井（やもめ） - 八奈見乗児
- 一本槍 - 岸野幸正
- 春日部課長 - 笹岡繁蔵
- 浅草課長 - 龍田直樹
- 秋田（ミズラ） - 三ツ矢雄二
- 沢村 - キートン山田
- 木村 - 大山豊
- 松戸課長 - 桑原たけし
- 仙台営業所長 - 佐藤正治
- 蛭田部長 - 大竹宏
- 大田黒常務 - 阪脩
- 釜石社長 - 宮内幸平
- 釜石会長 - 加藤正之
- 藤堂部長 - 岡部政明
- ナレーション - 佐久間レイ

| TBS系列 ドラマ23                 | TBS系列 ドラマ23              | TBS系列 ドラマ23                      |
| 前番組                           | 番組名                        | 次番組                                |
| -------------------------------- | ----------------------------- | ------------------------------------- |
| 妻が夫を疑うとき                 | おじさん改造講座 （1988年版） | 涙日記                                |
| NHK総合テレビ 水曜シリーズドラマ |                               |                                       |
| 春燈                             | おじさん改造講座 （1998年版） | 私の中の誰か ～買い物依存症の女たち～ |